# 운영체제의 역사
운영체제의 역사는 근래의 컴퓨터 하드웨어의 역사와 함께한다.
운영체제(영어: operating system, OS)는 컴퓨터 상의 대부분의 응용 프로그램에 쓰이는 필요 기능의 집합, 컴퓨터 하드웨어를 제어하고 동기화하는데 필요한 연결을 제공한다. 운영체제가 없던 최초의 컴퓨터에서는 올바른 실행 및 표준 작업 수행을 위해 모든 응용 프로그램이 완전한 하드웨어 규격을 요구했으며, 프린터와 천공 카드와 같은 주변기기용 자체 드라이버도 필요했다. 하드웨어와 응용 프로그램이 복잡해져감에 따라 운영체제가 필수 요소가 되었다.

## 메인프레임
일반적으로 실질적인 작업을 위해 쓰인 최초의 운영체제는 1956년에 제너럴 모터스의 연구 부서가 IBM 704를 위해 개발한 GM-NAA I/O로 간주된다. IBM 메인프레임용의 대부분의 다른 초기 운영체제들 역시 고객에 의해 개발되었다.

## 미니 컴퓨터와 유닉스의 성장
초기 유닉스 운영체제들은 AT&T 벨 연구소가 1960년대 말에 개발하였다. 초기 에디션의 경우 기본적으로 무료였고 취득과 수정이 쉬워서 널리 수용되었다. 벨 연구소 시스템 운영 기업들 내의 요구 사항이 되기도 했다. 새로운 컴퓨터 아키텍처로도 이식된 C 언어로 작성되었기 때문에 유닉스 또한 이식이 가능했다. 이러한 이식성으로 인해 유닉스가 2세대 미니컴퓨터와 1세대 워크스테이션을 위해 선택될 수 있었다.
이와 더불어 디지털 이큅먼트 코퍼레이션(DEC)은 단순 RT-11 시스템, 시분할 RSTS 운영체제, RSX-11 계열의 실시간 운영체제, 32비트용 VAX 컴퓨터용 VMS 시스템을 포함하여, 16비트 PDP-11 계열 컴퓨터를 위한 몇 가지 운영체제들을 개발하였다.
이 프레임에서 발전한 또다른 운영체제로는 픽 운영 체제(Pick operating system)가 있다. 이 픽 시스템은 마이크로데이터 코퍼레이션이 개발, 판매하였다. 이 운영체제는 데이터베이스 응용 지원 프로그램에서부터 시스템 작업에 이르는, 시스템의 한 예라고 할 수 있다.

## 마이크로컴퓨터: 8비트 가정용 컴퓨터와 게임기
1970년대를 기점으로 새로운 계열의 소형 컴퓨터가 시장에 등장했다. 일반적으로 MOS 테크놀로지의 6502, 인텔 8080, 자일로그 Z80 등의 8비트 프로세서를 탑재했고, 초기 입출력 인터페이스, 현실적인 용량의 램도 포함되었다. 이러한 시스템은 조립 키트의 취미 활동가들을 위한 컴퓨터로 출발했으나, 곧 비즈니스의 필수 도구로 발전하였다.

## 개인용 컴퓨터 시대: 애플, 아미가, PC/MS/DR-DOS 이후
마이크로프로세서의 개발은 소기업과 취미 활동가들에게 비용이 많이 들지 않는 컴퓨터 사용 환경을 제공했고, 덕분에 S-100, SS-50, 애플 II, PCI 버스와 같은 공통 연결을 통해 교환 가능한 하드웨어 부품을 이용하는 일이 널리 늘어났고, 이들을 제어하는 표준 운영체제의 요구 또한 늘게 되었다.
디스플레이 장비와 프로세서의 비용이 줄어들면서 수많은 운영체제에 그래픽 사용자 인터페이스(GUI: Graphic User Interface)를 제공하는 일이 실현되었다. 이를테면 수많은 유닉스 시스템에 제공되는 X 윈도 시스템, 마이크로소프트 윈도우와 같은 기타 그래픽 시스템, 라디오셱 컬러 컴퓨터의 OS-9 레벨 II/MultiVue, 코모도어의 아미가OS, 애플의 맥 OS, IBM의 OS/2가 있다. 최초의 GUI는 1970년대 초, 제록스 팰로앨토 연구소의 제록스 알토 컴퓨터 시스템에서 개발되었으며, 다수의 업체들에 의해 상용화되었다.

## 가상화 기술의 태동
원래 운영체제들은 하드웨어 그 자체에서 직접 작동하면서 응용 프로그램들에게 서비스를 제공했었다. IBM 시스템/360 모델 67의 CP-67과, 시스템/370의 버추얼 머신 퍼실리티/370 (VM/370)과 함께, IBM은 가상 머신이라는 개념을(운영체제가 하드웨어로부터 직접 제어되는 대신에 하이퍼바이저의 제어 하에서 작동하는) 소개했다. VMware는 개인용 컴퓨터에서 이 기술을 대중화 시켰다. 시간이 흐르는 동안, 가상 머신, 모니터와 운영체제 사이의 구분은 모호해졌다:
- 그들 자신의 API[4], 메모리 관리 또는 파일 시스템을 얻게 되면서[5], 하이퍼바이저들은 더 복합적으로 성장했다.
- 윈도우 서버 2008의 하이퍼-V 또는 HP-UX의 HP 인티그리티 버추얼 머신과 같은 예에서 볼 수 있듯이, 가상화가 운영체제의 핵심 기능으로 떠오른다.
- IBM의 POWER5나 POWER6 기반의 서버들과 같은 몇몇 시스템에서는, 하이퍼바이저가 더 이상 선택 사항이 아니다.[6]
- 응용 프로그램들은 가상 머신의 모니터에서 직접 동작하도록 재설계되었다.[7]

다방면에서, 이전에는 운영체제가 맡아 하던 역할을, 하드웨어 자원(프로세서, 메모리, I/O 장치) 관리, 스케줄 정책 적용 또는 시스템 관리자가 시스템을 관리하도록 허용하는 것을 포함하여, 오늘날에는 가상 머신 소프트웨어가 맡고 있다.

## 같이 보기
- 운영체제 목록
- 운영 체제의 연표 (en)
- 찰스 배비지 연구소 (en)

## 참고 문헌
- Neal Stephenson (1999년 11월). 《In the Beginning... Was the Command Line》. Harper Perennial. ISBN 0-380-81593-1.